# Cleyrac
Cleyrac é uma comuna francesa na região administrativa da Nova Aquitânia, no departamento da Gironda. Estende-se por uma área de 5,96 km². Em 2010 a comuna tinha 158 habitantes (densidade: 26,5 hab./km²).